# Rolf Hennig
Rolf Hennig (* 9. Juli 1928 in Hamburg; † 14. März 2016) war ein deutscher Wissenschaftler, Sachverständiger und Fachschriftsteller auf den Gebieten Forst-  und Jagdwesen, ziviles Waffen- und Schießwesen sowie Naturphilosophie und Geschichte.

## Leben und Wirken
Geboren wurde Rolf Hennig am 9. Juli 1928 in Hamburg. Seinen Wohnsitz hat er lange in Hamburg behalten, seit 1962 zusätzlich und seit 2008 ganz nach Norderstedt, Kreis Segeberg (Schleswig-Holstein) verlegt.
Nach Kriegsdienst, zweijährigem Forstpraktikum und Abitur studierte er zehn Semester lang Forst- und Holzwirtschaft sowie Biologie und Philosophie an der Universität Hamburg, ohne jedoch letztlich ein Studiendiplom zu erwerben. Stattdessen fand er attraktive Wirkungsmöglichkeiten in einer Volontariatsassistenz bei Franz Heske an der Bundesforschungsanstalt für Forst- und Holzwirtschaft (BFH), der Leitung der Ausstellung „Jagd und Sportfischerei“ in Düsseldorf und in der Fachberatung zu dem Naturfilm Fährten im Schnee.
Danach wurde er freiberuflicher Fachschriftsteller auf den Gebieten Jagd-, Forst- sowie ziviles Waffen- und Schießwesen. Hennig ist Autor von rund 30 Büchern, darunter Standardwerken wie Schwarzwild. Biologie – Verhalten – Hege und Jagd (1981) und Die Waffen-Sachkundeprüfung in Frage und Antwort (1973), die zahlreiche Auflagen erlebten. Bekannt sind auch Weidwerk gestern, heute und morgen. Eine Standortbestimmung zum Ende des 20. Jahrhunderts für Jäger und Nichtjäger (1990) sowie die Betrachtung Bismarck und die Natur (1998) über das Verhältnis des Reichskanzlers Otto von Bismarck zu Jagd, Wald und Landwirtschaft. Außerdem hat Hennig mehr als 500 jagdwissenschaftliche und jagdkundliche Beiträge in Fachzeitschriften und Sammelwerken veröffentlicht. Daneben war er 30 Jahre lang Mitherausgeber der von Karl Gößwald begründeten Fachzeitschrift Waldhygiene.
Daneben hat sich Rolf Hennig auch stets mit Fragen der Naturphilosophie beschäftigt, die seit Beginn der 1990er-Jahre den Schwerpunkt seiner Veröffentlichungen und Aktivitäten bildet. Stark geprägt haben ihn dabei die Theorien seiner Lehrer Pascual Jordan, Adolf Meyer-Abich und besonders Franz Heske zur naturphilosophischen Denkrichtung der Organik, die sehr stark um die Nachhaltigkeit kreisen. Dieses Gedankengut, das er während seiner Volontariatsassistenz bei Heske an der BFH kennengelernt hatte, findet sich auch in den Schriften Hennigs wieder. Auf seine Initiative hin wurde 1990 zudem die Gesellschaft für Organik e.V. – Vereinigung für Förderung einer Philosophie der erhaltenden Naturnutzung gegründet. In deren Veranstaltungen und den Schriften zur Organik wird die Nachhaltigkeit als (Über-)Lebensprinzip gepflegt, weiter ausgebaut und verbreitet. In Hennigs Händen lag die wissenschaftliche Leitung der Gesellschaft für Organik. Zur Verbreitung seiner Überzeugungen arbeitete er zudem in vielen Vereinigungen, vor allem Verbänden des Jagd- und Forstwesens sowie des Umweltschutzes, mit.
Unter dem Titel Ein Forsthaus im Sachsenwald. Erinnerungen an Kindheitstage und Lehrjahre veröffentlichte Rolf Hennig 1989 auch ein autobiographisches Werk. Er lebte in Norderstedt.

## Auszeichnungen
- DJV-Kulturpreis 2002 für sein Lebenswerk

## Schriften (Auswahl)
- Die Douglasie. Eine monographische Darstellung unserer wichtigsten fremdländischen Holzart. Neumann, Radebeul u. a. 1951
- Organismus und Naturwissenschaft. Versuch einer Neuabgrenzung des Organismusbegriffes. Wesemeyer, Hamburg 1955.
- Das Rehwildproblem in neuer Sicht. Ein Wegweiser für Jäger und Forstleute für die Hege mit der Büchse. Haupt, Bern 1961.
- Die Abschussplanung beim Schalenwild. Ein Leitfaden für Jäger und Jagdbehörden für die Hege mit der Büchse. BLV-Verlagsgesellschaft, München 1962.
- Das Ansprechen und Bestätigen des Schalenwildes. Mit einer Anleitung zur Altersbestimmung am erlegten Stück sowie zur Herrichtung, Vermessung und Bewertung der Trophäen. F. C. Mayer, München-Solln 1962.
- mit Erhard Brütt: Die Wildschadensschätzung in der Landwirtschaft. Ein Taschenbuch für Jäger, Landwirte und Wildschadensschätzer zur Beurteilung, Abschätzung und Regulierung landwirtschaftlicher Wild- und Jagdschäden. BLV-Verlagsgesellschaft, München u. a. 1963.
- Schwarzwildhege, Schwarzwildjagd. Landbuch-Verlag, Hannover 1963.
- Forsthaus Saupark. Erzählungen aus norddeutschen Revieren (= Hubertusbücherei. Bd. 19). Hubertusverlag, Wien 1964.
- Pistole und Revolver. Ein Leitfaden für den gebrauchsmäßigen, sportlichen und jagdlichen Umgang mit Faustfeuerwaffen. Bayerischer Landwirtschaftsverlag, München u. a. 1967 (6., völlig neubearbeitete Auflage, Neuausgabe. ebenda 1982, ISBN 3-405-12678-9; in italienischer Sprache: Pistole e revolver. Principali armi da fuoco corte e modo di portarle, munizionamento, fondine, addestramento, legislazione e regolamenti italiani. Mursia, Mailand 1979).
- Schießen mit Faustfeuerwaffen. Für Dienstgebrauch und Selbstverteidigung. BLV-Verlagsgesellschaft, München u. a. 1971, ISBN 3-405-11098-X (2., erweiterte Auflage. ebenda 1975, ISBN 3-405-11518-3).
- Der Abschussplan. Landbuch-Verlag, Hannover 1971, ISBN 3-7842-0096-6.
- Holster und Griffe für Faustfeuerwaffen. Ein Ratgeber für Dienstgebrauch und Selbstverteidigung. BLV-Verlagsgesellschaft, München u. a. 1972, ISBN 3-405-11155-2.
- Das Schwarzwild. Landbuch-Verlag, Hannover 1972, ISBN 3-7842-0099-0 (aktuell unter dem Titel: Schwarzwild. Biologie, Verhalten, Hege und Jagd. 7., überarbeitete Auflage, Neuausgabe. blv, München 2007, ISBN 978-3-8354-0155-6).
- Schalenwild richtig ansprechen. Landbuch-Verlag, Hannover 1973 (3., verbesserte Auflage. ebenda 1993, ISBN 3-7842-0491-0).
- Die Waffen-Sachkundeprüfung in Frage und Antwort. BLV Verlags-Gesellschaft, München u. a. 1973, ISBN 3-405-11328-8 (22., überarbeitete Auflage. ebenda 2007, ISBN 978-3-8354-0234-8; 23., neu bearbeitete Auflage. Bearbeitet von Ernst Ignatzi. ebenda 2010, ISBN 978-3-8354-0467-0).
- Die Jagdtrophäe. Landbuch-Verlag, Hannover 1974, ISBN 3-7842-0117-2 (2., verbesserte Auflage. ebenda 1986, ISBN 3-7842-0340-X).
- Wildland Südwest-Afrika. Landbuch-Verlag, Hannover 1978, ISBN 3-7842-0187-3.
- Wild-Bestätigungskunde. Landbuch-Verlag, Hannover 1979, ISBN 3-7842-0211-X (2. Auflage. ebenda 1985, ISBN 3-7842-0299-3).
- Der Sachsenwald (= Schriftenreihe der Stiftung Herzogtum Lauenburg. Bd. 6). Wachholtz, Neumünster 1983, ISBN 3-529-06180-8.
- Ein Forsthaus im Sachsenwald. Erinnerungen an Kindheitstage und Lehrjahre. Viebranz, Schwarzenbek 1989, ISBN 3-921595-14-2.
- Grundzüge der Organik. Notwendigkeit und Grundlagen einer neuen Sicht menschlichen Verhaltens gegenüber der Natur (= Schriften zur Organik. Nr. 1). Braun u. Behrmann, Quickborn 1990, ISBN 3-927947-00-8.
- Weidwerk gestern, heute und morgen. Eine Standortbestimmung zum Ende des 20. Jahrhunderts für Jäger und Nichtjäger (= Der Silberne Bruch: Schriftenreihe des Übernationalen Ordens zum Schutz von Wald, Wild und Flur zur Förderung von Waidgerechtem Jagen Der Silberne Bruch. Nr. 1). Braun u. Behrmann, Quickborn 1990, ISBN 3-927947-01-6.
- Nachhaltswirtschaft. Der Schlüssel für Naturerhaltung und menschliches Überleben (= Schriften zur Organik. Nr. 2). Braun & Behrmann, Quickborn 1991, ISBN 3-927947-02-4.
- Festschrift zum 100. Geburtstag von Franz Heske (= Schriften zur Organik. Nr. 3). Braun und Behrmann, Quickborn 1992, ISBN 3-927947-03-2.
- Die Zukunft der Menschheit im Spannungsfeld von Natur, Wirtschaft und Kultur (= Schriften zur Organik. Nr. 5). Braun & Behrmann, Quickborn 1993. ISBN 3-927947-05-9.
- Rund um den Sachsenwald. Mit Bildern von Kurt-Dietmar Schmidtke. Wachholtz, Neumünster 1994, ISBN 3-529-05513-1.
- Nachhaltsordnung. Nachhaltigkeit in ihren Wechselwirkungen zur Rechts-, Wirtschafts- und Gesellschaftsordnung (= Schriften zur Organik. Nr. 7). Braun und Behrmann, Quickborn 1995, ISBN 3-927947-07-5.
- Das organische Sein. Grundzüge des Weltbildes der Organik (= Schriften zur Organik. Nr. 9). Braun & Behrmann, Quickborn 1996, ISBN 3-927947-09-1.
- Bismarck und die Natur. Nimrod-Verlag, Suderburg 1998, ISBN 3-927848-19-0.
- 50 Jahre Organik. 10 Jahre Gesellschaft für Organik (= Schriften zur Organik. Nr. 10). Matthiesen, Husum 2000, ISBN 3-7868-5210-3.
- Franz Heskes Botschaften aus den Wäldern des Himalaya (= Schriften zur Organik. Nr. 12). Matthiesen, Husum 2007, ISBN 978-3-7868-5212-4.
- Organik. Gestern – heute – morgen (= Schriften zur Organik. Nr. 13). Matthiesen, Husum 2010, ISBN 978-3-7868-5213-1.
- Am Anfang war die Jagd. Erlebte Jagdgeschichte. Husum Druck- und Verlags-Gesellschaft, Husum 2011, ISBN 978-3-89876-538-1.